# Arvinge
Arvinge är ett ord för den, som enligt arvslagstiftningen har rätt att ärva (taga arv) från någon som har gått bort.
I svensk rätt definieras begreppet arvinge i 1-3 kap. ärvdabalken. Om det inte finns någon arvinge, tillfaller arvet i stället Allmänna arvsfonden; 5 kap. 1 § ärvdabalken.
De arvingar som är den dödes barn, barnbarn och så vidare i nedstigande led, kallas bröstarvingar.